# Barthélémy Prunières
Pierre Barthélémy Prunières, né en 1828 à Nasbinals et mort en 1893 sur le plateau de l'Aubrac est un médecin et anthropologue français ayant exercé à Marvejols. Préhistorien, membre de plusieurs sociétés savantes, considéré comme l'un des pères de la paléopathologie, il est l'un des premiers à décrire des cas de trépanation observés sur des crânes humains.

## Travaux
Lors de ses nombreuses fouilles réalisées dans les dolmens de la Lozère, Prunières découvre des crânes dont les bords particulièrement lisses lui laissent penser qu’il s’agit de « coupes à boire ». En 1873, il présente à Lyon, au congrès de l’Association française pour l’avancement des sciences, une « rondelle » crânienne, ultérieurement connue sous le nom de « rondelle de Lyon ». Sur les conseils de Paul Broca, le docteur Prunières publie alors la première étude connue sur des cas de trépanations préhistoriques.
Les fouilles du docteur Prunières ont contribué à la découverte des trois-quarts des trépanations préhistoriques recensées dans la région des Causses.

## Publications
- Des accidents bilieux et inflammatoires qui compliquent les suites des couches : études faites sur l'état puerpéral, à la clinique d'accouchements de Paris, pendant l'été 1858, 1858.
- Sur les ossements humains des dolmens de la Lozère, Bulletins de la Société d'anthropologie de Paris, II°Série. Tome 3, 1868. pp. 404-405.
- Fouilles exécutées dans les dolmens de la Lozère, Bulletin de la Société d’anthropologie de Paris, séance du 21 mai 1868 II° Série, tome 3, 1868. pp.317-320.
- Sur une grotte funéraire dite la grotte de l'homme mort à Saint-Pierre-des-Tripiés (Lozère), 1871.
- Les Constructions et les Stratifications lacustres du Lac Saint-Andéol (Lozère) : Mémoire communiqué à la Société dans la séance du 18 avril 1872.
- Sur les objets de bronze, ambre, verre, mêlés aux silex, et sur les races humaines dont on trouve les débris dans les dolmens de Lozère, Association Française pour l’Avancement des Sciences, comptes-rendus de la 2e cession, séance du 28 août 1873, Lyon, Imprimerie Pitrat Ainé, pp.683-705.
- Sur les crânes perforés et les rondelles crâniennes de l’époque Néolithique, Association Française pour l’Avancement des Sciences, compte-rendu de la séance du 26 août 1874, Lille, Imprimerie de Danel.
- Perforations artificielles du crâne chez certaines populations préhistoriques, Matériaux pour l’histoire primitive et naturelle de l’homme, 2e série, tome V, 1874, pp.383-396.
- Fouilles du dolmen de l'Aumède sur le causse de Chanac, 1876.
- Deux nouveaux cas de trépanation chirurgicale néolithique, 1876.
- Sur les cavernes de Beaumes-Chaudes (Lozère), 1878.
- Tumuli des âges du bronze et du fer sur les causses lozériens, 1884.

## Hommages
Un menhir issu du site mégalithique du Poujoulet a été transporté et redressé en sa mémoire place Girou à Marvejols.